# Real Kakamora FC
Real Kakamora FC là một câu lạc bộ bóng đá Quần đảo Solomon, thi đấu ở Giải bóng đá vô địch quốc gia Quần đảo Solomon.
Đây là đội bóng thay th Makuru FC vào phút cuối để tham gia giải đấu mới được thành lập năm 2011.